# Кавалье Реймерс, Ивонн
Ивонн Кавалье Реймерс (исп. Yvonne Cavallé Reimers; род. 22 мая 1992, Пальма) — испанская теннисистка. Финалистка одного турнира WTA и одного турнира WTA 125 в парном разряде; победительница 39 турниров ITF (7 — в одиночном разряде).

## Общая информация
Родилась 22 мая 1992 года в городе Пальма, на Мальорке, в Испании.

## Спортивная карьера
В 2011—2022 годах стала победительницей семи турниров ITF в одиночном разряде.
И в 2010—2024 годах стала победительницей ещё тридцати двух турниров ITF в парном разряде.

### 2024—2025
В конце июля 2024 года стала финалисткой в парном разряде вместе с итальянкой Ауророй Дзантедески турнира WTA-250 в Палермо (Италия), где они в финале проиграли российской паре Александра Панова и Яна Сизикова со счётом 6-4, 3-6, [5:10].
В декабре 2024 года в Лиможе (Франция) дошла до четвертьфинала турнира WTA 125 Открытый чемпионат Лиможа в парном разряде вместе с француженкой Эликсан Лешемия, где в четвертьфинале они проиграли паре Эрика Андреева и Селена Яничевич со счётом 4-6, 3-6.
В середине февраля 2025 года стала финалисткой в парном разряде вместе с соотечественницей Алёной Большовой турнира WTA 125 в Канкуне (Мексика), где они в финале проиграли австралийской паре Майя Джойнт и Тайла Престон со счётом 4-6, 3-6.

## Итоговое место в рейтинге WTA по годам
| Год  | Одиночный рейтинг | Парный рейтинг |
| 2024 | 1058              | 88             |
| 2023 | 558               | 337            |
| 2022 | 287               | 263            |
| 2021 | 356               | 259            |
| 2020 | 483               | 439            |
| 2019 | 618               | 426            |
| 2018 | 473               | 296            |
| 2017 | 405               | 330            |
| 2016 | 635               | 628            |
| 2015 | 348               | 461            |
| 2014 | 581               | 527            |
| 2013 | 699               | 913            |
| 2012 | 497               | 424            |
| 2011 | 541               | 695            |
| 2010 | 967               | 557            |